# بيرني ألين
بيرني ألين (بالإنجليزية: Bernie Allen)‏ هو لاعب كرة قاعدة أمريكي، ولد في 16 أبريل 1939 في إيست ليفربول في الولايات المتحدة.

## وصلات خارجية
- بيرني ألين على موقع دوري كرة القاعدة الرئيسي (الإنجليزية)
- بيرني ألين على موقعبيزبول رفرنس.كوم (الدوري الرئيسي) (الإنجليزية)
- بيرني ألين على موقعبيزبول رفرنس.كوم (الدوري الثانوي) (الإنجليزية)
- بيرني ألين على موقع جمعية أبحاث البيسبول الأمريكية (الإنجليزية)
- بيرني ألين على موقع إي إس بي إن.كوم (أم.أل.بي) (الإنجليزية)
- بيرني ألين على موقع مشجعي الرسوم البيانية (الإنجليزية)
- بيرني ألين على موقع كلية كرة القدم في سبورتس رفرنس.كوم (الإنجليزية)